# 加纳希亚姆·布萨尔
‌
加纳希亚姆·布萨尔（1961年9月11日—）是一位尼泊尔政治人物。他出生于桑贾县皮迪科拉。曾任农业和畜牧业发展部部长，并在前总理贾拉·纳特·卡纳尔任内担任“总理和部长会议办公室”部长。现任众议院议员（代表蓝毗尼省的鲁潘德希第3选区）、尼泊尔共产党（联合社会主义者）总书记。